# Ciubra, Burgas
Ciubra (în bulgară Чубра) este un sat în comuna Sungurlare, regiunea Burgas,  Bulgaria. 

## Demografie
Componența etnică a satului Ciubra
     Bulgari (46,64%)
     Romi (46,47%)
     Turci (1,03%)
     Nicio identificare (5,85%)
La recensământul din 2011, populația satului Ciubra era de 581 locuitori. Nu există o etnie majoritară, locuitorii fiind bulgari (46,64%), romi (46,47%) și turci (1,03%). Pentru 5,85% din locuitori nu este cunoscută apartenența etnică.